# Urothraupis
Urothraupis is een monotypisch geslacht van zangvogels uit de familie Thraupidae (tangaren):
- Urothraupis stolzmanni  – Zwartrugvinktangare